# Гарисон (Минесота)
Гарисон (енгл. Garrison) град је у америчкој савезној држави Минесота.

## Демографија
По попису из 2010. године број становника је 210, што је 3 (-1,4%) становника мање него 2000. године.
| Група             | 2000.       | 2010.       |
| Белци             | 208 (97,7%) | 201 (95,7%) |
| Афроамериканци    | 0 (0,0%)    | 0 (0,0%)    |
| Азијати           | 0 (0,0%)    | 0 (0,0%)    |
| Хиспаноамериканци | 2 (0,9%)    | 3 (1,4%)    |
| Укупно            | 213         | 210         |